# Villa Olga
Die Villa Olga liegt im Augustusweg 51a (ehemals Fritz-Schulze-Straße 24) im Stadtteil Oberlößnitz der sächsischen Stadt Radebeul. Sie wurde 1898/1899 wohl nach Plänen des Architekten Carl Käfer errichtet. Das Gebäude ist nach seiner Eigentümerin benannt, der Privata Olga Trützschler von Falkenstein. Nicht weit entfernt, in der Eduard-Bilz-Straße 44, steht eine weitere Villa eines Angehörigen der Familie Trützschler von Falkenstein, die Villa Falkenstein.

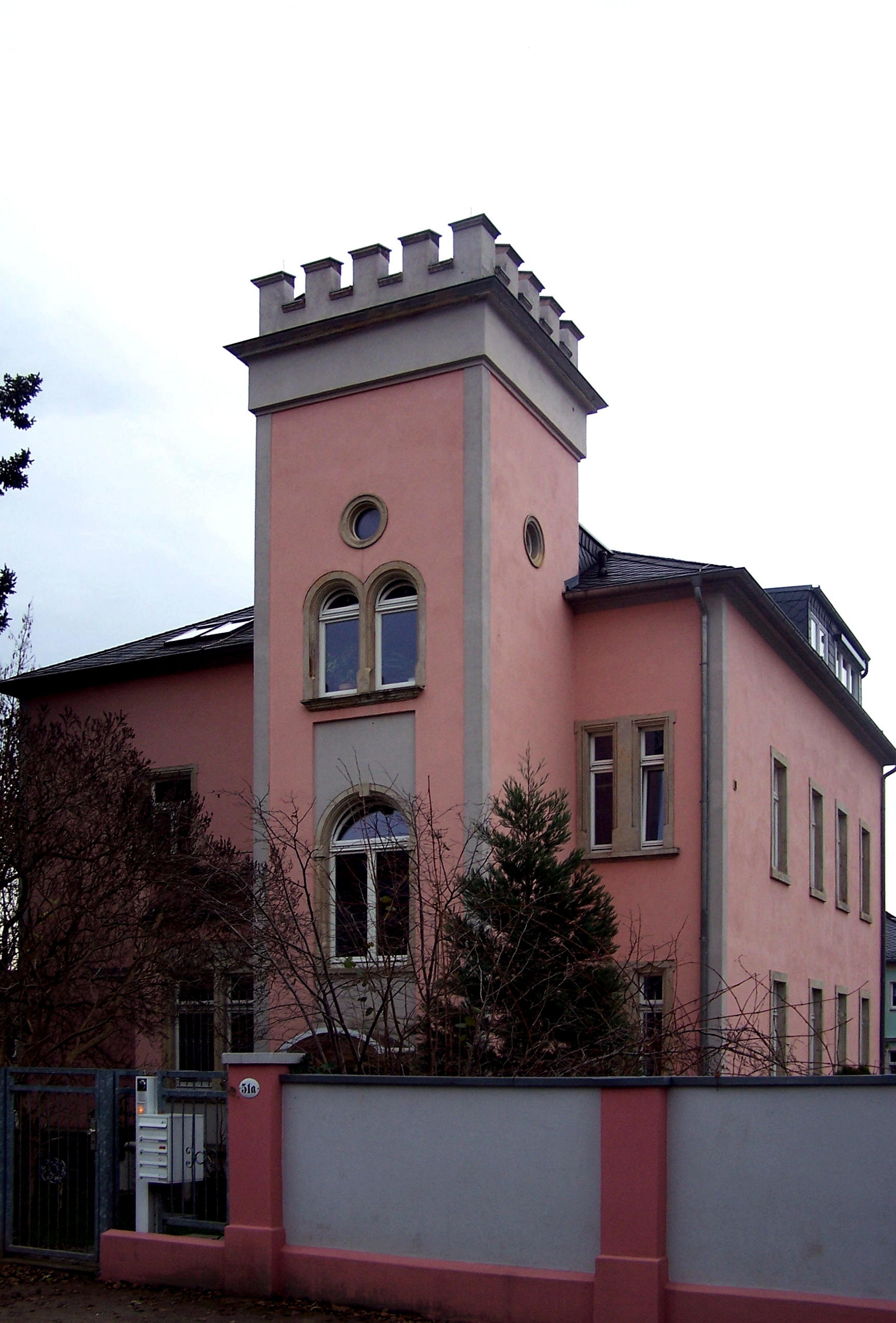
Villa Olga

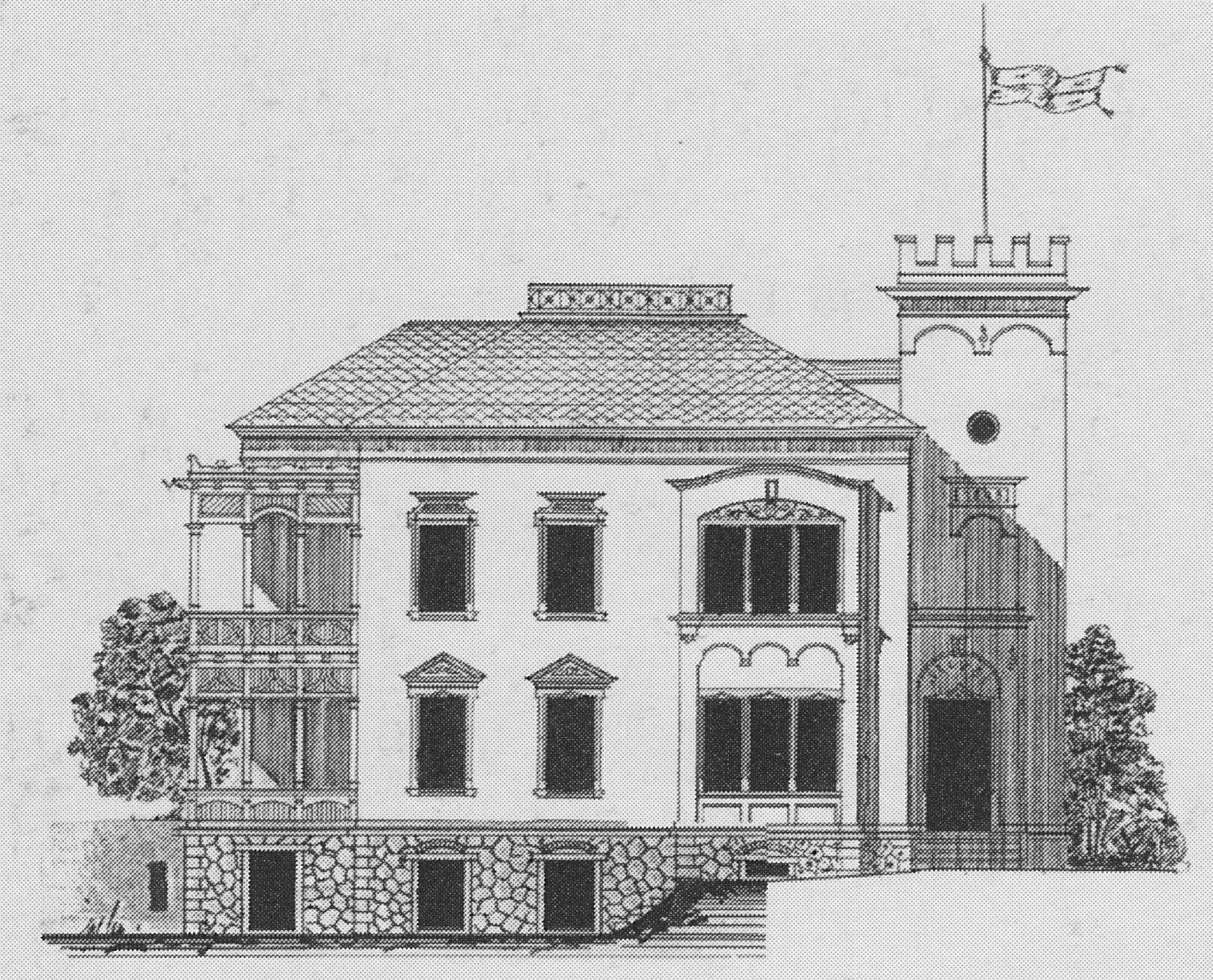
Bauzeichnung von 1898

## Beschreibung
Der Bauunternehmer Hermann Schmidt beantragte 1898 den Bau dieser Villa, „der Entwurf gewiss von Architekt Carl Käfer“. Die zweigeschossige, mitsamt seitlichem Treppenturm und jüngerer Einfriedung unter Denkmalschutz stehende Mietvilla liegt auf einem Eckgrundstück zur Fritz-Schulze-Straße, deren Adresse sie ursprünglich trug.
Das Wohnhaus steht auf einem Bruchsteinsockel, der zur Gartenseite ein Souterraingeschoss bildet. Dort befindet sich auch eine zweigeschossige, hölzerne Veranda. Das Dach ist ein flach geneigtes Plattformdach. Dem Haus ist ein viergeschossiger, quadratischer Treppenturm vorgelegt, der von einem Zinnenkranz abgeschlossen wird.
Der Putzbau mit inzwischen vereinfachter Gliederung ist stilistisch sowohl an der italienischen Renaissance als auch an mittelalterlicher Bauart orientiert.